# Santana da Boa Vista
Santana da Boa Vista är en kommun i Brasilien.   Den ligger i delstaten Rio Grande do Sul, i den södra delen av landet, 1 700 km söder om huvudstaden Brasília. Antalet invånare är 8 244.
Omgivningarna runt Santana da Boa Vista är huvudsakligen savann. Runt Santana da Boa Vista är det mycket glesbefolkat, med 6 invånare per kvadratkilometer.